# Mario Perniola
Mario Perniola (Asti, 20 de maio de 1941 - Roma, 9 de janeiro de 2018) foi um filósofo italiano de reputação internacional, professor de Estética e autor de vários livros. Muitas das suas obras estão publicadas em língua portuguesa.

## Biografia
Mario Perniola nasceu em Asti, cidade italiana da região do Piemonte. Estudou Filosofia com Luigi Pareyson na Universidade de Turim, na qual se licenciou em 1965. Durante os seus estudos em Turim, conheceu Gianni Vattimo e Umberto Eco, formando com estes um grupo de nomes proeminentes da escola pareysoniana. De 1966 a 1969 esteve ligado à Internacional Situacionista, um movimento de vanguarda empenhado em causas políticas e sociais, fundado por Guy Debord, com quem manteve uma amizade que durou diversos anos. Tornou-se professor de Estética na Universidade de Salerno em 1976, e desde 1983 é professor catedrático da mesma disciplina na Universidade de Roma “Tor Vergata”. Foi Professor Convidado em muitas universidades e centros de investigação de renome mundial, tais como a Universidade de Stanford (EUA), a École des Hautes Études en Sciences Sociales (Paris), a Universidade de Edmonton (Canadá), a Universidade de Kyoto (Japão), a Universidade de São Paulo (Brasil), as Universidades de Sydney e Melbourne (Austrália) e a Universidade de Singapura. Perniola escreveu diversos livros que foram traduzidos para português e para outras línguas. Foi ainda fundador e director das revistas Agaragar (1971-3), Clinamen (1988-1992) e Estetica News (1988-95). Em 2000 fundou a revista Agalma. Rivista di Studi Culturali e di Estetica, um periódico académico de Estética e Estudos Culturais, que é publicado duas vezes por ano . A extensão, relevância e amplitude dos contributos do pensamento de Perniola garantiram-lhe a reputação de uma das figuras mais importantes do mundo filosófico contemporâneo. O seu livro Miracoli e traumi dela comunicazione (2009) (Milagres e traumas da comunicação) recebeu várias distinções, entre as quais o prestigiado Premio de Sanctis . A sua produção multifacetada abrange a formulação de teorias filosóficas, escrita de livros, ensino de Estética e participação em conferências em todo o mundo. Passa o resto do seu tempo entre os muitos amigos, tanto na sua casa em Roma como na sua residência estiva nos Montes Albanos, a Sudeste de Roma.
Morreu em 9 de janeiro de 2018 em Roma.

## Filosofia da literatura
O período inicial da carreira de Perniola concentra-se na filosofia do romance literário e na teoria da literatura. Na sua primeira obra, Il metaromanzo (O Metaromance, 1966), que é também a sua tese de doutoramento, Perniola defende que o romance moderno, de Henry James a Beckett, tem um carácter auto-referencial. O objectivo de Perniola é demonstrar a dignidade filosófica dessas obras de literatura, que tentam recuperar uma respeitosa expressão cultural. O Prémio Nobel da Literatura Eugenio Montale elogiou Perniola por esta original reflexão crítica sobre as obras literárias .

## Contra-cultura
Contudo, Perniola não só tem uma filiação académica como também se posiciona intelectualmente de forma antiacadémica . Esta última é exemplificada pela sua atenção a expressões culturais alternativas e transgressivas. A sua primeira obra de índole antiacadémica é L’alienazione artistica (A alienação artística, 1971), na qual se alinha com o pensamento marxista, que na altura o inspirava. Perniola defende que a alienação não é uma derrota da arte, mas, ao invés, a própria condição pela qual a existência da arte se constitui como uma categoria distintiva da actividade humana . O seu segundo livro, I situazionisti (Os situacionistas, 1972, republicado com o mesmo título pela editora romana Castelvecchi, em 1998), materializou o seu interesse pelas vanguardas e pelo trabalho de Guy Debord . Perniola explora os principais aspectos do Situacionismo e do pós-situacionismo, cujo arco temporal vai de 1957 a 1971, e no qual ele esteve pessoalmente envolvido entre 1966 e 1969 . São também evidenciados os aspectos conflituais que caracterizaram os membros do movimento . A revista Agaragar (publicada entre 1971 e 1972) continua uma crítica pós-situacionista da sociedade burguesa e capitalista. Perniola publicou então um livro sobre o pensador francês George Bataille (George Bataille e il negativo, Milão: Feltrinelli 1977; George Bataille e o negativo). Aqui, o negativo é pensado como o motor da história.

## Pós-estruturalismo
Nos anos 80 Perniola oferece algumas das suas mais notáveis contribuições para a filosofia continental . Em Dopo Heidegger. Filosofia e organizzazione dela cultura (Depois de Heidegger. Filosofia e organização da cultura, 1982), partindo de Martin Heidegger e Antonio Gramsci, Perniola desenha uma teoria da organização social. Efectivamente, ele releva a possibilidade de serem estabelecidas novas relações entre a cultura e a sociedade no Ocidente. Uma vez que as antigas relações entre metafísica e Igreja, dialéctica e Estado e ciência e mundo profissional foram desconstruídas, a filosofia e a cultura abrem o caminho para uma superação do niilismo e do populismo que caracterizam a sociedade dos nossos tempos. Ritual thinking. Sexuality, Death, World (Pensando o ritual. Sexualidade, morte, mundo, São Paulo, Studio Nobel, 2000) é um volume em língua inglesa, composto por secções de obras publicadas em Itália durante os anos 80, La società dei simulacri (A sociedade dos simulacros, 1980) e Transiti. Come si va dallo stesso allo stesso (Trânsitos. Como se vai do mesmo ao mesmo, 1985). A teoria dos simulacros de Perniola explora a lógica da sedução que teve em Jean Baudrillard um outro atento observador. Apesar de vazia, a lógica da sedução está, não obstante, enraizada num contexto histórico concreto. Por seu turno, a simulação fornece imagens que são avaliadas como tal, prescindindo do que realmente referem ou representam. “As imagens são simulações para aquilo que elas seduzem, e no entanto a partir da sua vacuidade produzem um efeito” . Perniola ilustra o papel de tais imagens numa ampla variedade de contextos sociais, estéticos e culturais. A noção de trânsito parece ser mais adequada para colher os aspectos culturais da tecnologia, que transformam a sociedade contemporânea. Trânsito — ou seja, ir do mesmo ao mesmo — evita cair na oposição dialéctica “que acabaria por precipitar o pensamento na mistificação metafísica”   .

## Pós-humano
Nos anos 90 Perniola inclui outros territórios na sua pesquisa filosófica. Em Del sentire (Do sentir, 1991; Lisboa, Presença, 1993), Perniola explora outros modos de sentir que nada têm a ver com os anteriores, característicos da estética moderna desde o século XVII até ao século XX. Perniola defende que a sensologia prevalece desde o início dos anos 60. Tal modo de sentir requer um universo emocional impessoal, caracterizado por uma experiência anónima, no qual tudo aparece como já sentido. Para Perniola, este tipo de sentir não é sequer reconduzível ao individualismo ou ao narcisismo, mas «a um especularismo que reflecte experiências já prefiguradas” . A única alternativa é olhar para o mundo clássico, e em particular para a Grécia antiga. Na obra Il sex-appeal dell’inorganico (O sex-appeal do inorgânico, 1994; Coimbra, Ariadne 2004 ), Perniola junta a sexualidade à filosofia . A sensibilidade contemporânea transformou as relações entre as coisas e os humanos. A sexualidade estende-se para lá do acto e do corpo. Ao tipo de sexualidade orgânica substitui-se uma sexualidade neutra, inorgânica e artificial, indiferente à beleza, à idade e à forma. O livro de Perniola investiga o papel do Eros, do desejo e da sexualidade na experiência hodierna da estética e no impacto causado pela tecnologia. O seu encadeamento de ideias abre novas perspectivas sobre a realidade contemporânea. O aspecto mais surpreendente em Perniola é a capacidade de combinar uma rigorosa reinterpretação da tradição filosófica com uma meditação sobre o “sexy” . Ele explora temas incomuns tais como as relações sexuais sem orgasmo, sem qualquer clímax ou libertação de tensões. Ele reflecte sobre orifícios e órgãos, e sobre formas de abandono do “eu” que vão além de um modelo mútuo de reciprocidade . No entanto, partindo da tradição kantiana, Perniola também argumenta que as esposas são coisas, já que “no casamento cada um entrega a totalidade da sua pessoa ao outro para adquirir pleno direito sobre a totalidade da pessoa do outro”  . Em L’arte e la sua ombra (A arte e a sua sombra, 2000; Lisboa, Assírio & Alvim, 2006), Perniola propõe uma interpretação alternativa da sombra, que tem uma longa história na tradição filosófica. Na análise da arte e do cinema contemporâneos, Perniola esclarece como a arte continua a existir mesmo no interior de um mundo de comunicação de massas e de reprodução massiva. Ele defende que o significado da arte se encontra na sombra que projecta, e que escapa às instituições artísticas, à comunicação de massas, ao mercado e aos media ..

## Estética
O trabalho de Perniola também privilegia a história da Estética e a teoria estética. Em 1990 publica Enigmi. Il momento egizio nela società e nell’arte. (Enigmas. O momento egípcio na sociedade e na arte, 1990; Lisboa, Bertrand, 1994), no qual analisa outras formas de sensibilidade que ocorrem entre humanos e coisas . Perniola considera que a nossa sociedade vive um “momento egípcio”, marcado por um processo de reificação. Uma vez que os produtos de alta tecnologia assumem cada vez mais propriedades orgânicas, a humanidade torna-se uma coisa, no sentido em que se vê a si própria deliberadamente como um objecto . O volume L’estetica del Novecento (A Estética do séc. XX, Lisboa, Estampa, 1998) oferece uma análise e crítica originais da Estética do século anterior ao nosso. Nele são traçadas cinco tendências principais: vida, forma, conhecimento, acção e sentir. Em Del sentire cattolico. La forma cultural di una religione universal (Do sentir católico. A forma cultural de uma religião universal), Perniola chama a atenção para a identidade cultural da igreja católica, mais do que para os seus aspectos morais ou dogmáticos. Ele propõe-nos um “catolicismo sem hortodoxia” e uma “fé sem dogma”, que permite perceber o Catolicismo como sentido universal de sentimento cultural . O volume Strattegie del belo. Quarant’anni di estetica italiana (1968-2008) (Estratégias do belo. Quarenta anos de estética italiana (1968-2008), 2009) analisa as principais transformações estéticas ocorridas em Itália a partir dos anos 60. O trabalho de Perniola mete em evidência as relações entre os traços históricos, políticos e antropológicos enraizados na sociedade italiana e o discurso surgido à sua volta. Ele também defende que o conhecimento e a cultura deveriam ter garantidos um lugar privilegiado na nossa cultura, devendo desafiar a arrogância do "establishment", a insolência dos editores, a vulgaridade dos mass media e a sobranceria plutocrática .

## Filosofia dosmedia
O vasto campo de interesses de Mario Perniola cobre ainda a filosofia dos meios de comunicação, ou media. Em Contro la comunicazione (Contra a comunicação, 2004; Lisboa, Teorema, 2004), são analisadas as origens, mecanismos e dinâmicas da comunicação dos mass media e os seus efeitos degeneradores. O volume Miracoli e traumi dela communicazione (Milagres e traumas da comunicação, 2009) lida com os sinistros efeitos da comunicação desde os anos 60, focando quatro “acontecimentos degenerativos” . São eles a revolta estudantil de 1968, a revolução iraniana de 1979, a queda do muro de Berlim em 1989 e o ataque às torres gémeas de Nova York a 11 de Setembro de 2001. Cada um destes eventos é pensado sobre o pano de fundo dos miraculosos e traumáticos efeitos dos mass media, que tendem a anular a diferença entre o real e o impossível, alta cultura e cultura de massas, o declínio das profissões, o sucesso do populismo, o papel dos vícios e das dependências, as repercussões da internet na sociedade e na cultura dos nossos dias e, finalmente, o papel da avaliação, na qual as estrelas de porno parecem atingir as maiores classificações no “quem é quem” das tabelas.

## Selecção de obras em italiano
- Il metaromanzo, Milano, Silva, 1966.
- L'alienazione artistica, Milano, Mursia, 1971.
- Bataille e il negativo, Milano, Feltrinelli, 1977. Nuova edizione, Philosophia sexualis.    Scritti Georges Bataille, Verona, Ombre Corte, 1998. ISBN 88-87009-08-2.
- La società dei simulacri, Bologna, Cappelli, 1980.
- Dopo Heidegger. Filosofia e organizzazione della cultura, Milano, Feltrinelli, 1982.
- Transiti. Come si va dallo stesso allo stesso, Bologna, Cappelli, 1985, introduzione alla 2^ edizione a cura dell'autore, 1989.
- Presa diretta. Estetica e politica. Venezia, Cluva, 1986. ISBN 88-85067-25-5.
- Enigmi. Il momento egizio nella società e nell'arte, Genova, Costa & Nolan, 1990. ISBN 88-7648-109-5.
- Del sentire, Torino, Einaudi, 1991, 2002. ISBN 88-06-16254-3.
- Più che sacro, più che profano, Milano, Mimesis, 1992. ISBN 88-85889-34-4..
- Il sex appeal dell'inorganico, Torino, Einaudi 1994, ISBN 88-06-16996-3
- L'estetica del Novecento, Bologna, Il Mulino, 1997. ISBN 88-15-06028-6.
- Disgusti. Nuove tendenze estetiche, Milano, Costa & Nolan, 1999. ISBN 88-7648-321-7.
- I situazionisti, Roma, Castelvecchi, 1998, 2005. ISBN 88-7615-068-4.
- L'arte e la sua ombra, Torino, Einaudi, 2000, 2004. ISBN 88-06-14737-4.
- Del sentire cattolico. La forma culturale di una religione universale, Bologna, Il Mulino, 2001. ISBN 88-15-08205-0.
- Contro la comunicazione, Torino, Einaudi, 2004. ISBN 88-06-16820-7.
- Miracoli e traumi della comunicazione, Torino, Einaudi, 2009. ISBN 978-88-06-18826-9
- "Strategie del bello. Quarant'anni di estetica italiana (1968-2008)", Ágalma. Rivista di studi culturali e di estetica, n. 18, numero monografico a tiratura limitata. ISBN 978-88-8483-980-0 ISSN 1723-0284
- Estetica contemporanea. Una visione globale, Bologna, Il Mulino, 2011.ISBN 978-88-15-14938-1
- Berlusconi o il '68 realizzato, Milano, Mimesis, 2011.ISBN 978-88-5750-748-4
- Presa diretta. Estetica e politica. Nuova edizione, Milano, Mimesis, 2012. ISBN 978-88-5751-191-7
- Da Berlusconi a Monti. Disaccordi imperfetti, Milano, Mimesis, 2013. ISBN 978-88-5751-239-8
- L'arte espansa, Torino, Einaudi, 2015. ISBN 9788806226510.
- Del terrorismo come una delle belle arti, Milano, Mimesis, 2016. ISBN 9788857532202.
- Estetica italiana contemporanea, Milano, Bompiani, 2017, ISBN 978-88-452-8404-5.

## Obras em português
- Estética e política, trad. e prefácio António Guerreiro, Lisboa, Sagres Europa, 1991.
- Guerra virtual, guerra real, Lisboa, Passagens, 1991.
- Do sentir, trad. António Guerreiro, Lisboa, Editorial Presença, 1993.
- Enigmas. O momento egípcio na sociedade e na arte, trad. Catia Benedetti, Lisboa, Bertrand Editora, 1994.
- Enigmas. O momento egípcio na sociedade e na arte, trad. Carolina Pizzolo Torquato, prefácio à edição brasileira de Susana Scramin, Chapecò, Argos, 2009.
- A estética do século XX, trad. Teresa Nunes Cardoso, Lisboa, Editorial Estampa 1998.
- Pensando o Ritual. Sexualidade, Morte, Mundo, trad. Maria do Rosário Toschi, São  Paulo, Studio Nobel ,2000.
- O sex-appeal do inorgânico, trad. Carla David, Coimbra, Ariadne Editora, 2004.
- O sex-appeal do inorgânico, trad. Nilson Moulin, São Paulo, Studio Nobel, 2005.
- Contra a comunicação, trad. Manuel Ruas, Teorema, Lisboa 2005.
- Contra a comunicação, trad. Luísa Raboline, Unisinos,  São Leopoldo, Unisinos, 2006.
- A arte e a sua sombra, trad. Armando Silva Carvalho, Lisboa,  Assirio & Alvim, 2006.
- Desgostos: Novas tendências esteticas, trad. David Pessoa Carneiro, prefácio à ed. brasileira de Aurora Bernardini, Florianópolis, Editora UFSC, 2010.   ISBN 978-85-328-0512-6.
- Ligação direta. Estética e política, trad. Davi Pessoa Carneiro, ed. brasileira, Florianopolis, Edufsc, 2011.
- Animais quase sábios, animais quase loucos, trad. Juan Manuel Terenzi, ed. brasileira, Florianópolis, Cultura e Barbárie, 2016, ISBN 978-85-63003-57-7.

### Artigos em português
- A arte mimética, in "Revista do Patrimonio" (RJ),1986, n. 21
- Pós-moderno, neo-étnico, neo-antigo, in "Textos de cultura e comunicação" (Salvador, Bahia), 1993, segundo semestre.
- Mais-que-sagrado, mais-que-profano, in  “As  questões do sagrado na arte contemporânea da América Latina”, M.A.Bulhoes M.L.Bastos  Kern (ed.), Un.Fed. do Rio Grande do Sul,1997.
- Sentir a diferença, in “Metamorfoses do sentir” (ed. Manuela Barros), Balleteatro Edições, Porto, 1998.
- Estéticas da televisão, in "Anais Universitários", Ciências Sociais e Humanas", 1999-2000.
- Cena e violência, in “Muito além do espectáculo”, ed. Adauto Novaes, São Paulo, Senac, 2005, pp. 184-195.
- A arte entre parasitismo e admiração, in “Estéticas e artes. Controvérsias para o século XXI” (ed. Isabel Matos Dias), Lisboa, Centro de Filosofia  da Universidade de Lisboa, 2005, pp. 207-224.
- Idiotice e esplendor da arte actual, in “Imagem e conhecimento”, Annateresa Fabris & Maria Lúcia Bastos Kern (ed.), São Paulo, Ed/Usp, 2006.
- Expansão e fragmentação do horizonte estético, in "Diacrítica. Revista do Centro de estudos Humanísticos da Universidade de Minho", 2006, n. 20-2
- The sex appeal of the inorganic in the Coa Valley Museum in "Arte e depois da arte" M.T. Cruz  Ed. Coa Museum, Lisboa, 2010, ISBN 978-989-8052-12-4.

### Entrevistas
- Do Egípcio e do Barroco ao Pós-moderno, com José BALDISSERA, in "Continente" (Porto Alegre, Brasil), 13, 1990.
- Para una filosofia do presente, com António  GUERREIRO, in "Expresso" (Lisboa), 19 Janeiro 1991.
- O corpo e os dispositivos virtuais, com Maria Lucia VERDI, in "Jornal de Brasilia", 2 Setembro 1995.
- Mario Perniola e a Filosofia do Sentir, com Óscar FARIA, in "Público" (Lisboa-Porto) 13 de Dezembro 1997.
- Ir à Roma antiga para entender o mundo moderno, com Haroldo CERAVOLO SEREZA in "O estado de S.Paulo", 3 Dezembro 2000.
- Pensador revela o sexo para além dos corpos, com Manuel DA COSTA PINTO,in "Folha de S.Paulo", 8 de Junho 2005.